# Matthias Erzberger
Matthias Erzberger est un homme politique et journaliste allemand, né le 20 septembre 1875 à Buttenhausen (Royaume de Wurtemberg) et mort assassiné le 26 août 1921 à Bad Griesbach (Allemagne).
Membre du Zentrum, il est ministre des Finances entre 1919 et 1920.

## Biographie

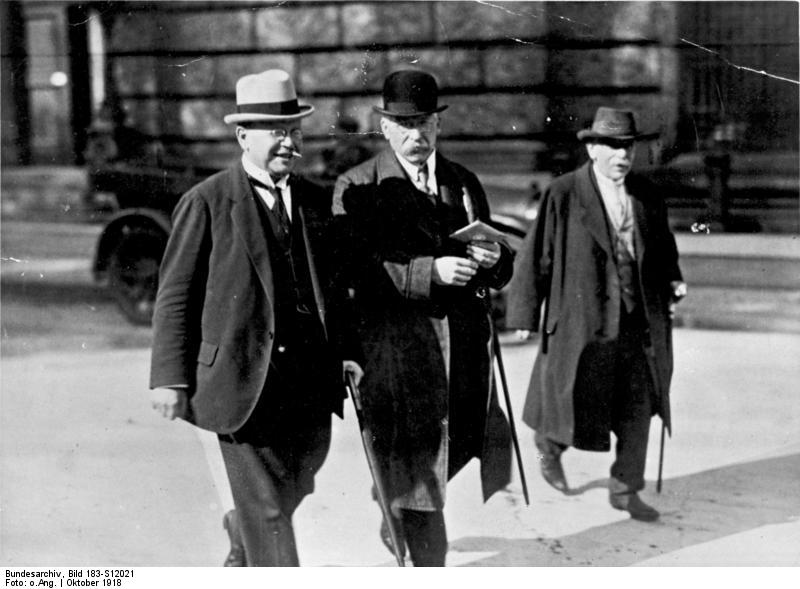
Matthias Erzberger (à gauche) et Albert Südekum, en 1918.

Membre du Zentrum (aile gauche du parti), député au Reichstag de 1903 à 1918 pour Biberach, il y est le spécialiste des questions financières et coloniales. Il soutient la politique d’armement du gouvernement Theobald von Bethmann Hollweg, mais en juillet 1917, après un séjour auprès du pape Benoît XV, il propose au Reichstag une motion de paix qui est adoptée par la majorité des députés (cf. tentatives de paix pendant la Première Guerre mondiale – La résolution de paix de 1917).
Le 3 octobre 1918, Erzberger entre au gouvernement nouvellement formé du Prince Maximilien de Bade comme ministre sans portefeuille.
Malgré ses réticences, il est envoyé le 6 novembre négocier avec les Alliés. Le 7 novembre, il passe la ligne de front, en compagnie du comte Alfred von Oberndorff - comme lui un civil - et de quelques militaires et arrive à la villa Pasques, de La Capelle pour préparer les négociations de l’Armistice. Ils sont amenés en voiture jusqu’à Homblières, puis Tergnier, où un train spécial les conduit, le 8 au matin, à la clairière de Rethondes, en forêt de Compiègne, où les attend le maréchal Foch, avec la délégation alliée, dans son train de commandement. À la tête de la délégation allemande, il mène donc les négociations et signe, le 11 novembre 1918, l’Armistice mettant fin à la Première Guerre mondiale.
Il est de nouveau ministre sans portefeuille dans le gouvernement de Philipp Scheidemann et devient, dans celui de Gustav Bauer, vice-chancelier et ministre des Finances. Il réalise, en peu de temps, une réforme fiscale en renforçant le pouvoir central et en démocratisant le système fiscal qui porte son nom. Après une campagne de dénigrement par la droite, il démissionne le 12 mars 1920.

## Assassinat
Le 26 août 1921, Erzberger est en vacances à Bad Griesbach, où il se promène avec son collègue du parti, Carl Diez. Les anciens officiers de marine Heinrich Tillessen (en) et Heinrich Schulz, membres de l'organisation Consul, des corps francs de l'Oberland et de la société secrète Germanenorden, tirent six fois sur l'homme politique qui est mortellement touché. Carl Diez est lui grièvement blessé. Une stèle commémorative sur la Bundesstraße 28 entre Bad Griesbach et Freudenstadt rappelle cet acte sanglant.

## Ouvrages
En français ont été publiés :
- chez la Librairie nouvelle à Lausanne en 1919 : La Ligue des peuples, les conditions de la paix mondiale... ;
- chez Payot à Paris en 1921 et préfacé par Maurice Muret : Souvenirs de guerre.

## Dans la culture populaire
- 2022 : À l'ouest, rien de nouveau, le rôle de Matthias Erzberger est interprété par l'acteur Daniel Brühl.